# Сан Пелегрино Терме
Сан Пелегрѝно Тѐрме (на италиански: San Pellegrino Terme; на ломбардски: San Pelegrì, Сан Пелегри) е малкло градче и община в Северна Италия, провинция Бергамо, регион Ломбардия. Разположено е на 358 m надморска височина. Населението на общината е 4806 души (към 2017 г.).